# NGC 5365
NGC 5365 је спирална галаксија у сазвежђу Кентаур која се налази на NGC листи објеката дубоког неба.
Деклинација објекта је - 43° 55' 55" а ректасцензија 13h 57m 50,5s. Привидна величина (магнитуда) објекта NGC 5365 износи 11,4 а фотографска магнитуда 12,4. Налази се на удаљености од 30,274 милиона парсека од Сунца. NGC 5365 је још познат и под ознакама ESO 271-8, MCG -7-29-2, PGC 49673.